# Ligue 1 2014/15
Het seizoen 2014/15 van de Franse Ligue 1 was het 77ste seizoen van de hoogste professionele Franse voetbalcompetitie die van start ging op 8 augustus 2014 en eindigde op 23 mei 2015. Titelverdediger Paris Saint-Germain prolongeerde de titel door op 16 mei 2015 met 1–2 te winnen van Montpellier HSC.
Aan de competitie namen twintig clubs deel, naast de zeventien hoogst geëindigde clubs in het seizoen 2012/13 en de drie gepromoveerde clubs FC Metz, RC Lens en SM Caen. De gedegradeerde clubs van het vorige seizoen waren FC Sochaux, Valenciennes FC en AC Ajaccio.

## Teams
| Club                  | Plaats        | Stadion                             | Cap           | Trainer             |
| --------------------- | ------------- | ----------------------------------- | ------------- | ------------------- |
| SC Bastia             | Bastia        | Stade Armand Cesari                 | 16.480        | Ghislain Printant   |
| Girondins de Bordeaux | Bordeaux      | Stade Chaban-Delmas                 | 34.462        | Willy Sagnol        |
| SM Caen               | Caen          | Stade Michel d'Ornano               | 21.500        | Patrice Garande     |
| Évian TG              | Annecy        | Parc des Sports                     | 15.660        | Pascal Dupraz       |
| EA Guingamp           | Guingamp      | Stade du Roudourou                  | 18.126        | Jocelyn Gourvennec  |
| RC Lens               | Lens          | Stade de la Licorne Stade de France | 12.097 81.338 | Antoine Kombouaré   |
| Lille OSC             | Lille         | Grand Stade Lille Métropole         | 50.282        | René Girard         |
| FC Lorient            | Lorient       | Stade du Moustoir                   | 17.000        | Sylvain Ripoll      |
| Olympique Lyonnais    | Lyon          | Stade de Gerland                    | 41.044        | Hubert Fournier     |
| Olympique Marseille   | Marseille     | Stade Vélodrome                     | 60.031        | Marcelo Bielsa      |
| FC Metz               | Metz          | Stade Saint-Symphorien              | 26.700        | Albert Cartier      |
| AS Monaco             | Monaco        | Stade Louis II                      | 18.524        | Leonardo Jardim     |
| Montpellier HSC       | Montpellier   | Stade de la Mosson                  | 32.025        | Rolland Courbis     |
| FC Nantes             | Nantes        | Stade de la Beaujoire               | 39.000        | Michel Der Zakarian |
| OGC Nice              | Nice          | Allianz Riviera                     | 35.624        | Claude Puel         |
| Paris Saint-Germain   | Parijs        | Parc des Princes                    | 46.480        | Laurent Blanc       |
| Stade de Reims        | Reims         | Stade Auguste-Delaune               | 22.000        | Olivier Guégan      |
| Stade Rennais         | Rennes        | Stade de la Route de Lorient        | 31.127        | Philippe Montanier  |
| AS Saint-Étienne      | Saint-Étienne | Stade Geoffroy-Guichard             | 36.600        | Christophe Galtier  |
| Toulouse FC           | Toulouse      | Stadium Municipal                   | 35.472        | Dominique Arribagé  |

## Ranglijst

### Eindstand
| Pos | Club                | Gs | W  | G  | V  | Pnt | Dv | Dt | Ds  |
| --- | ------------------- | -- | -- | -- | -- | --- | -- | -- | --- |
| 1   | Paris Saint-Germain | 38 | 24 | 11 | 3  | 83  | 83 | 36 | +47 |
| 2   | Olympique Lyon      | 38 | 22 | 9  | 7  | 75  | 72 | 33 | +39 |
| 3   | Monaco              | 38 | 20 | 11 | 7  | 71  | 51 | 26 | +25 |
| 4   | Olympique Marseille | 38 | 21 | 6  | 11 | 69  | 76 | 42 | +34 |
| 5   | Saint-Étienne       | 38 | 19 | 12 | 7  | 69  | 51 | 30 | +21 |
| 6   | Girondins Bordeaux  | 38 | 17 | 12 | 9  | 63  | 47 | 44 | +3  |
| 7   | Montpellier         | 38 | 16 | 8  | 14 | 56  | 46 | 39 | +7  |
| 8   | Lille               | 38 | 16 | 8  | 14 | 56  | 43 | 42 | +1  |
| 9   | Rennes              | 38 | 13 | 11 | 14 | 50  | 35 | 42 | -7  |
| 10  | Guingamp            | 38 | 15 | 4  | 19 | 49  | 41 | 55 | -14 |
| 11  | Nice                | 38 | 13 | 9  | 16 | 48  | 44 | 53 | -9  |
| 12  | Bastia              | 38 | 12 | 11 | 15 | 47  | 37 | 46 | -9  |
| 13  | Caen                | 38 | 12 | 10 | 16 | 46  | 54 | 55 | -1  |
| 14  | Nantes              | 38 | 11 | 12 | 15 | 45  | 29 | 40 | -11 |
| 15  | Reims               | 38 | 12 | 8  | 18 | 44  | 47 | 66 | -19 |
| 16  | Lorient             | 38 | 12 | 7  | 19 | 43  | 44 | 50 | -6  |
| 17  | Toulouse            | 38 | 12 | 6  | 20 | 42  | 43 | 64 | -21 |
| 18  | Évian               | 38 | 11 | 4  | 23 | 37  | 41 | 62 | -21 |
| 19  | Metz                | 38 | 7  | 9  | 22 | 30  | 31 | 61 | -30 |
| 20  | Lens                | 38 | 7  | 8  | 23 | 29  | 32 | 61 | -29 |

### Legenda
| Kleur | Kwalificatie voor                                     |
| ----- | ----------------------------------------------------- |
|       | Champions League, groepsfase                          |
|       | Champions League, play-off ronde voor niet-kampioenen |
|       | Europa League, groepsfase                             |
|       | Europa League, 3e voorronde                           |
|       | Degradatie naar de Ligue 2                            |

## Statistieken

### Topscorers
- In onderstaand overzicht zijn alleen de spelers opgenomen met tien of meer treffers achter hun naam.

| №  | Naam                | Club          | Goals | Pen. | Duels | Gem. |
| -- | ------------------- | ------------- | ----- | ---- | ----- | ---- |
| 1  | Alexandre Lacazette | Lyon          | 27    | 8    | 33    | 0,82 |
| 2  | André-Pierre Gignac | Marseille     | 21    | 2    | 38    | 0,55 |
| 3  | Zlatan Ibrahimovic  | Paris SG      | 19    | 8    | 24    | 0,79 |
| 4  | Edinson Cavani      | Paris SG      | 18    | 3    | 35    | 0,51 |
| 5  | Max Gradel          | Saint-Étienne | 17    | 4    | 31    | 0,55 |
| 6  | Claudio Beauvue     | Guingamp      | 17    | 6    | 36    | 0,47 |
| 7  | Diego Rolán         | Bordeaux      | 15    | 3    | 36    | 0,42 |
| 8  | Wissam Ben Yedder   | Toulouse      | 14    | 2    | 36    | 0,39 |
| 9  | Nabil Fekir         | Lyon          | 13    | 0    | 34    | 0,38 |
| 10 | Jordan Ayew         | Lorient       | 12    | 3    | 31    | 0,39 |
| 11 | Lucas Barrios       | Montpellier   | 11    | 2    | 31    | 0,35 |
| 11 | Christophe Mandanne | Guingamp      | 11    | 1    | 31    | 0,35 |
| 13 | André Ayew          | Marseille     | 10    | 0    | 28    | 0,36 |
| 14 | Carlos Eduardo      | Nice          | 10    | 0    | 30    | 0,33 |
| 14 | Mathieu Duhamel     | Évian         | 10    | 2    | 30    | 0,33 |

### Assists
- In onderstaand overzicht zijn alleen de spelers opgenomen met tien of meer assists achter hun naam.

| № | Naam                      | Club                | Assists | Duels | Gem. |
| - | ------------------------- | ------------------- | ------- | ----- | ---- |
| 1 | Dimitri Payet             | Olympique Marseille | 17      | 36    | 0,47 |
| 2 | Javier Pastore            | Paris Saint-Germain | 12      | 34    | 0,35 |
| 3 | Romain Hamouma            | AS Saint-Étienne    | 10      | 26    | 0,38 |
| 4 | Nabil Fekir               | Olympique Lyon      | 10      | 34    | 0,29 |
| 5 | Yannick Ferreira-Carrasco | AS Monaco           | 10      | 36    | 0,28 |

### Meeste speelminuten
Bijgaand een overzicht van de spelers (allen keepers) die in het seizoen 2014/15 in alle 38 competitieduels in actie kwamen voor hun club, van de eerste tot en met de laatste minuut.
| Naam             | Club                | Duels | Min.  | Werd in het veld gebracht | Werd van het veld gehaald |
| ---------------- | ------------------- | ----- | ----- | ------------------------- | ------------------------- |
| Steve Mandanda   | Olympique Marseille | 38    | 3.420 | 0                         | 0                         |
| Stéphane Ruffier | AS Saint-Étienne    | 38    | 3.420 | 0                         | 0                         |
| Anthony Lopes    | Olympique Lyon      | 38    | 3.420 | 0                         | 0                         |
| Benoît Costil    | Stade Rennais FC    | 38    | 3.420 | 0                         | 0                         |
| Vincent Enyeama  | LOSC Lille          | 38    | 3.420 | 0                         | 0                         |
| Rémy Vercoutre   | SM Caen             | 38    | 3.420 | 0                         | 0                         |

### Scheidsrechters
| Naam              | Geboren    | Duels | Kreeg geel | Kreeg voor de tweede keer geel en dus rood | Weggestuurd |
| ----------------- | ---------- | ----- | ---------- | ------------------------------------------ | ----------- |
| Fredy Fautrel     | 31.10.1971 | 22    | 95         | 0                                          | 4           |
| Benoît Bastien    | 17.04.1983 | 20    | 68         | 1                                          | 5           |
| Wilfried Bien     | 10.05.1974 | 20    | 57         | 0                                          | 1           |
| Tony Chapron      | 23.04.1972 | 20    | 70         | 1                                          | 3           |
| Bartolomeu Varela | 06.07.1973 | 20    | 84         | 2                                          | 1           |
| Ruddy Buquet      | 29.01.1977 | 19    | 76         | 2                                          | 7           |
| Alexandre Castro  | 10.12.1970 | 19    | 46         | 1                                          | 3           |
| Lionel Jaffredo   | 06.07.1970 | 19    | 74         | 1                                          | 1           |
| Benoît Millot     | 10.01.1982 | 19    | 73         | 1                                          | 1           |
| Clément Turpin    | 16.05.1982 | 19    | 52         | 0                                          | 3           |
| Amaury Delerue    | 06.06.1977 | 18    | 66         | 1                                          | 3           |
| Sébastien Desiage | 04.02.1974 | 18    | 51         | 0                                          | 2           |
| Said Ennjimi      | 13.06.1973 | 18    | 72         | 2                                          | 2           |
| Mikael Lesage     | 19.01.1975 | 18    | 65         | 2                                          | 2           |
| Frank Schneider   | 11.05.1979 | 18    | 52         | 0                                          | 2           |
| Antony Gautier    | 19.11.1977 | 17    | 56         | 2                                          | 1           |
| Stéphane Lannoy   | 18.09.1969 | 16    | 54         | 4                                          | 0           |
| Sébastien Moreira | 27.05.1977 | 16    | 50         | 0                                          | 1           |
| Nicolas Rainville | 18.03.1982 | 15    | 33         | 4                                          | 4           |
| Olivier Thual     | 24.07.1976 | 15    | 45         | 2                                          | 4           |
| Philippe Kalt     | 19.08.1968 | 14    | 39         | 0                                          | 2           |
| Totaal            | Totaal     | 380   | 1278       | 26                                         | 52          |

### Nederlanders
Bijgaand een overzicht van de Nederlandse voetballers die in het seizoen 2014/15 uitkwamen in de Ligue 1.
| Naam                  | Club                | Debuut     | Duels | Goals |
| --------------------- | ------------------- | ---------- | ----- | ----- |
| Ricky van Wolfswinkel | AS Saint-Étienne    | 17.08.2014 | 28    | 5     |
| Gregory van der Wiel  | Paris Saint-Germain | 22.09.2012 | 25    | 1     |
| Maarten Stekelenburg  | AS Monaco           | 22.03.2015 | 1     | 0     |

### Toeschouwers
| №      | Club                  | Totaal    | Duels | Gem    | +/–    | Record |
| ------ | --------------------- | --------- | ----- | ------ | ------ | ------ |
| 1      | Olympique Marseille   | 1.005.422 | 19    | 52.917 | +39,3% | 65.148 |
| 2      | Paris Saint-Germain   | 869.997   | 19    | 45.789 | +0,8%  | 46.683 |
| 3      | Lille OSC             | 694.482   | 19    | 36.552 | –5,5%  | 45.771 |
| 4      | Olympique Lyon        | 666.336   | 19    | 35.070 | +1,6%  | 39.961 |
| 5      | AS Saint-Étienne      | 612.860   | 19    | 32.256 | +5,4%  | 39.147 |
| 6      | FC Nantes             | 493.714   | 19    | 25.985 | –7,8%  | 36.022 |
| 7      | Girondins Bordeaux    | 445.716   | 19    | 23.459 | +24,6% | 40.275 |
| 8      | Stade Rennes          | 382.459   | 19    | 20.129 | +3,1%  | 27.194 |
| 9      | FC Metz               | 352.767   | 19    | 18.567 | +34,2% | 24.998 |
| 10     | OGC Nice              | 346.306   | 19    | 18.227 | –20,2% | 25.407 |
| 11     | RC Lens               | 326.900   | 19    | 17.205 | –44,5% | 70.785 |
| 12     | SM Caen               | 321.851   | 19    | 16.940 | +57,4% | 20.501 |
| 13     | Toulouse FC           | 298.067   | 19    | 15.688 | +4,6%  | 20.762 |
| 14     | EA Guingamp           | 283.753   | 19    | 14.934 | –1,0%  | 17.636 |
| 15     | Stade Reims           | 267.728   | 19    | 14.091 | –9,5%  | 19.270 |
| 16     | FC Lorient            | 260.183   | 19    | 13.694 | –10,0% | 16.143 |
| 17     | Montpellier HSC       | 244.341   | 19    | 12.860 | –12,4% | 27.930 |
| 18     | SC Bastia             | 220.463   | 19    | 11.603 | –6,2%  | 15.534 |
| 19     | Évian Thonon Gaillard | 199.786   | 19    | 10.515 | –3,7%  | 14.600 |
| 20     | AS Monaco             | 148.415   | 19    | 7.811  | –7,3%  | 13.960 |
| Totaal | Totaal                | 8.441.546 | 380   | 22.215 | +6,2%  | 70.785 |

### Paris Saint-Germain
Bijgaand een overzicht van de spelers van Paris Saint-Germain, die in het seizoen 2014/15 onder leiding van trainer-coach Laurent Blanc voor de vijfde keer in de clubgeschiedenis kampioen van Frankrijk werden.
| Naam                     | Min.  | Duels | B  | Werd in het veld gebracht | Werd van het veld gehaald | Goal | Kreeg geel | Kreeg voor de tweede keer geel en dus rood | Weggestuurd |
| ------------------------ | ----- | ----- | -- | ------------------------- | ------------------------- | ---- | ---------- | ------------------------------------------ | ----------- |
| Edinson Cavani           | 2636' | 35    | 30 | 5                         | 7                         | 18   | 2          | 1                                          | 0           |
| Blaise Matuidi           | 2188' | 34    | 25 | 9                         | 11                        | 4    | 2          | 0                                          | 0           |
| Javier Pastore           | 2753' | 34    | 31 | 3                         | 10                        | 5    | 4          | 0                                          | 0           |
| Salvatore Sirigu         | 3003' | 34    | 34 | 0                         | 1                         | 0    | 2          | 0                                          | 0           |
| Marco Verratti           | 2460' | 32    | 28 | 4                         | 9                         | 2    | 12         | 0                                          | 0           |
| Ezequiel Lavezzi         | 1649' | 31    | 19 | 12                        | 12                        | 8    | 2          | 0                                          | 0           |
| Lucas                    | 1901' | 29    | 22 | 7                         | 14                        | 7    | 2          | 0                                          | 0           |
| David Luiz               | 2290' | 28    | 26 | 2                         | 3                         | 2    | 5          | 0                                          | 0           |
| Thiago Motta             | 2057' | 27    | 25 | 2                         | 10                        | 0    | 9          | 0                                          | 0           |
| Maxwell                  | 2163' | 26    | 24 | 2                         | 1                         | 3    | 1          | 0                                          | 0           |
| Thiago Silva             | 2309' | 26    | 26 | 0                         | 1                         | 1    | 1          | 0                                          | 0           |
| Marquinhos               | 1872' | 25    | 21 | 4                         | 1                         | 2    | 2          | 0                                          | 0           |
| Gregory van der Wiel     | 2000' | 25    | 22 | 3                         | 1                         | 1    | 3          | 0                                          | 1           |
| Yohan Cabaye             | 963'  | 24    | 13 | 11                        | 12                        | 1    | 6          | 1                                          | 0           |
| Zlatan Ibrahimović       | 2003' | 24    | 23 | 1                         | 2                         | 19   | 3          | 0                                          | 0           |
| Adrien Rabiot            | 1128' | 21    | 10 | 11                        | 3                         | 4    | 1          | 0                                          | 0           |
| Jean-Christophe Bahebeck | 548'  | 15    | 3  | 12                        | 2                         | 2    | 2          | 0                                          | 0           |
| Lucas Digne              | 1270' | 15    | 14 | 1                         | 0                         | 0    | 1          | 0                                          | 0           |
| Serge Aurier             | 1134' | 14    | 12 | 2                         | 1                         | 0    | 2          | 0                                          | 0           |
| Zoumana Camara           | 595'  | 8     | 6  | 2                         | 0                         | 1    | 0          | 0                                          | 0           |
| Clément Chantôme         | 144'  | 6     | 0  | 6                         | 0                         | 0    | 0          | 0                                          | 0           |
| Nicolas Douchez          | 417'  | 5     | 4  | 1                         | 0                         | 0    | 0          | 0                                          | 0           |
| Presnel Kimpembe         | 15'   | 1     | 0  | 1                         | 0                         | 0    | 0          | 0                                          | 0           |
|                          |       |       |    |                           |                           |      |            |                                            |             |
| Jean-Kévin Augustin      | 0     | 0     | 0  | 0                         | 0                         | 0    | 0          | 0                                          | 0           |
| Jeremy Kimmankon         | 0     | 0     | 0  | 0                         | 0                         | 0    | 0          | 0                                          | 0           |
| Romuald Lacazette        | 0     | 0     | 0  | 0                         | 0                         | 0    | 0          | 0                                          | 0           |
| Mike Maignan             | 0     | 0     | 0  | 0                         | 0                         | 0    | 0          | 0                                          | 0           |
| Hervin Ongenda           | 0     | 0     | 0  | 0                         | 0                         | 0    | 0          | 0                                          | 0           |
| Roli Pereira de Sa       | 0     | 0     | 0  | 0                         | 0                         | 0    | 0          | 0                                          | 0           |
| Sébastien Atlan          | 0     | 0     | 0  | 0                         | 0                         | 0    | 0          | 0                                          | 0           |
| Mory Diaw                | 0     | 0     | 0  | 0                         | 0                         | 0    | 0          | 0                                          | 0           |